# The Real Housewives of D.C.
The Real Housewives of D.C. (abreviado RHODC) (Las Amas de Casa Reales de D.C en español) es un reality show estadounidense originalmente emitido por Bravo desde el 5 de agosto de 2010 hasta el 21 de octubre de 2010. Desarrollado como la quinta entrega de la franquicia de The Real Housewives, siguiendo a The Real Housewives of Orange County, New York City, Atlanta, y New Jersey, se emitió solamente una temporada y documentaba las vidas personales y profesionales de varias mujeres residentes en Washington D. C. La serie se centra en Mary Schmidt Amons, Lynda Erkiletian, Catherine Ommanney, Michaele Salahi, y Stacie Scott Turner.
El 7 de abril de 2011, Bravo anunció que The Real Housewives of D.C. había sido cancelado. Esta fue la primera vez en la historia de la franquicia en la que una de las entregas de los Estados Unidos de América no conseguía ser renovada.

## Visión general y elenco
The Real Housewives of D.C. presenta cinco mujeres cuyas relaciones entre ellas, y con la ciudad en la que viven, son una irresistible combinación para explorar el mundo de la política, la sociedad, e incluso la raza, así como su proximidad al poder político dicta dónde cada uno encaja en la sociedad. Además de llevar a los espectadores dentro de la vida y casas de la gente de D.C. más destacada en su comunidad, las amas de casa de D.C. realizan desde recaudaciones de fondos y eventos hasta discutir todo desde temas racionales hasta dinero y política o relaciones y alta moda.

## Episodios
| Número | Título                                             | Fecha de emisión         |
| --- | -------------------------------------------------- | ------------------------ |
| 1 | «Welcome to the District (Bienvenido al Distrito)» | 5 de agosto de 2010      |
| En el estreno de la serie, Michaele organiza un evento de polo con algunos miembros de la alta sociedad, incluyendo el embajador de India, Michelle Jones y la cabildero republicana, Edwina Rogers. Lynda está reacia a ir debido a una vieja rivalidad, Mary está liada con la lista de invitados a su fiesta de cumpleaños y Cat recibe una lección de relaciones públicas en la cena de Stacie. |                                                    |                          |
| 2 | «Disloyal to the Party»                            | 12 de agosto de 2010     |
| Stacie intenta mostrar a las demás amas de casa de dónde viene, pero esto toma un giro inesperado cuando su cena es arruinada por una de sus invitadas. Linda es sacada de quicio cuando en una confrontación con Michaele rompe todas las reglas de D.C. Mary se dio cuenta de que teniendo a su hija, Lolly, de vuelta en casa conlleva más cargas de las que ella hubiera esperado. |                                                    |                          |
| 3 | «Foreign Relations»                                | 19 de agosto de 2010     |
| Michaele y Tareq deciden unirse a Stacie y su marido en Europa, y las dos parejas empiezan a conectar. Cat está trabajando duro en su libro y creando la portada, cuando de repente hay huelga. Las amas de casa van juntas a la cena de moda de Mary para dar la bienvenida a un estilista de famosos, pero el drama sale a la luz otra vez y la noche no van como lo planeado. |                                                    |                          |
| 4 | «The Grape Stomp of Wrath»                         | 26 de agosto de 2010     |
| Cat siente que hay más de lo que todos ven entre Michaele y Tareq. Lynda lidia con el estrés de la reubicación de su piso en Georgetown a una gran mansión de las afueras para cubrir las necesidades de sus hijos. Michaele quiere hacer las cosas bien con el resto de las mujeres, así que las invita a su bodega a una sesión de pisado de uvas. |                                                    |                          |
| 5 | «Special Interests»                                | 9 de septiembre de 2010  |
| Un pacífico día en la bodega se convierte en amargo para Mary cuando Michaele y Tareq empiezan a hacer acusaciones devastadoras sobre su hija. Las mujeres son invitadas a un evento organizado por Edwina Rogers, y Cat decide darle vida a la noche. |                                                    |                          |
| 6 | «Securing Homeland»                                | 16 de septiembre de 2010 |
| Michaele le pide ayuda a Stacie para encontrar una casa en D.C. Stacie aún está buscando a su padre biológico, mientras que su madre no es de gran ayuda. Cat y Mary charlan sobre maternidad. Cat pierde un querido amigo y está devastada por la pérdida, sintiéndose sola mientras que su marido está fuera de la ciudad. Tareq tiene problemas familiares otra vez y Michaele se da cuenta de que le va a costar más. |                                                    |                          |
| 7 | «By the Book»                                      | 23 de septiembre de 2010 |
| Cat finalmente da los toques finales a su libro antes de compartir las partes más jugosas con el resto de amas de casa, lo que inspira a Michaele y su marido a pedir un libro lucrativo al autor Matt Carson quien se vuelve atrás en el trato. Durante una divertida noche con las amas de casa y sus familias, surge una acalorada discusión entre Cat y Erica, amiga de Stacie, llevando a una de ellas al llanto. |                                                    |                          |
| 8 | «Nation Building»                                  | 30 de septiembre de 2010 |
| Michaele y Tareq Salahi asisten a una cena de Estado en la Casa Blanca, que acaba en controversia para la pareja. Stacie continúa la búsqueda de su padre biológico. Lynda hace las últimas preparaciones para el debut de su línea de moda. |                                                    |                          |
| 9 | «Party Politics»                                   | 7 de octubre de 2010     |
| En el final de la temporada, Michaele y Tareq asisten a la cena de Estado en la Casa Blanca, y las mujeres se ven obligadas a lidiar con las secuelas. |                                                    |                          |
| 10 | «Reunion: Part 1»                                  | 14 de octubre de 2010    |
| Las mujeres de D.C. se reúnen y templan la llama. Cat se sincera sobre sus problemas maritales. Lynda hace una revelación sorprendente sobre sus hábitos. Stacie actualiza su situación con su padre biológico. El tema racial es discutido. Las mujeres dudan de que Michaele sufra de esclerosis múltiple y que fuese una animadora de los Washington Redskins. La parte 1 finaliza cuando Andy Cohen quiere sacar a la luz lo que Tareq Salahi y la ama de casa Lynda hablaron, y dice que ella no lo permitirá a menos que su novio, Ebong, lo haga también. |                                                    |                          |
| 11 | «Reunion: Part 2»                                  | 21 de octubre de 2010    |
| Las mujeres de D.C. se reúnen en la segunda parte de la reunión, y cierran los asuntos enmarañados durante la temporada. |                                                    |                          |